# Gustaf Fjæstad
Gustaf Adolf Christensen Fjæstad (født 22. december 1868 i Stockholm, død 17. juli 1948 i Arvika, Värmland) var en svensk kunstner (maler, grafiker, kunsthåndværker) og idrætsmand. Han var gift med tekstilkunstneren Maja Fjæstad.
Fjæstad opholdt sig en kort periode 1891-92 på Konstakademien. Den betydeligste indflydelse på hans virke kom dog fra den nationalromantiske strømning som prægede Konstnärsförbundet.
1897 flyttede Fjæstad til Taserud ved Arvika og søen Racken i Värmland, og dér opstod efterhånden Rackengruppen ('Rackstadsgruppen'/'Rackstadkolonin') af kunstnere, blandt andre Björn Ahlgrensson, Fritz Lindström og Bror Lindh.
Fjæstad deltog også i cykelløb. Den første udgave af Mälaren Runt fandt sted 2. juli 1892 og var på 360 km, hvor han vandt.
| - Gustaf Fjæstad - Selvportræt - Foto i tidsskriftet Idun, marts 1908 - Nærbillede |

| - Munchsalen, Thielska galleriet med 'Thiels soffa' af Gustaf Fjæstad - Munchsalen med 'sofa' af Gustaf Fjæstad, 1907/08 - Detalje af udsmykning |

| - Vinterbilleder - Kold vinteraften (1897) - Rindende vand (1906) - Frostmorgen (1919) - Snedækket vej med hegn (1930) - Vandspejl (u. å.) - Snekrystaller i solbelysning (u. å.) - Måneskin over Racken (u. å.) (sø i Arvika) |